# Dominium
Jako dominium (často také Dominium; anglicky Dominion – Samospráva) je označován jeden ze skupiny politicky autonomních celků v rámci Britského impéria mezi léty 1907–1948. Dominii (britskými) byly Kanada, Austrálie, Nový Zéland, Jihoafrická unie, Newfoundland a Irský svobodný stát. Označení dominium se dále vztahuje na tyto státy, které získaly nezávislost po druhé světové válce: Indie, Pákistán, Ceylon (Srí Lanka) a Keňa.

## Historie

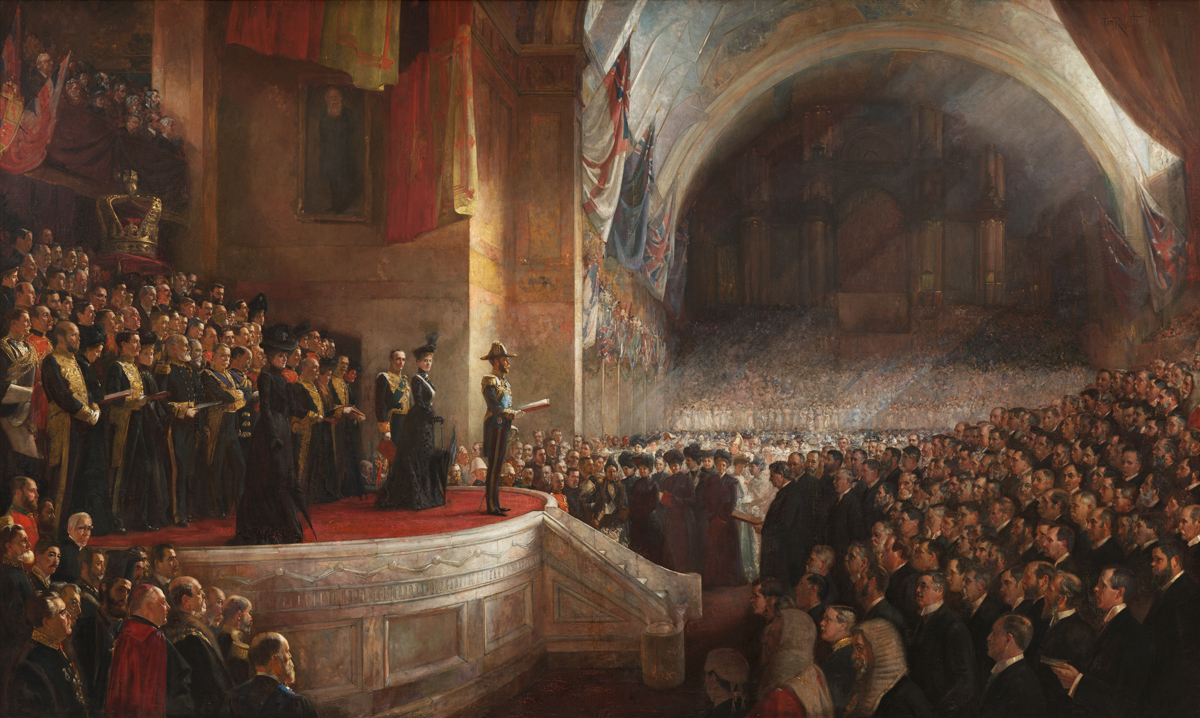
Otevírání australského parlamentu v roce 1901

Dominium jako označení poloautonomního státu bylo Brity poprvé použito při přijetí zákona o Britské Severní Americe, jenž byl přijat roku 1867 a vyhlašoval "nezávislost" Kanady, kde bylo uvedeno:
Berouce na vědomí, že provincie Kanada, Nové Skotsko a Nový Brunšvik vyjádřily přání spojit se v jednotné federativní dominium pod korunou Spojeného království Velké Británie a Irska, které má ústavu v podstatě shodnou s ústavou Spojeného království... Budiž proto ustanoveno a vyhlášeno Jejím Veličenstvem královnou Viktorií, že provincie Kanada, Nové Skotsko a Nový Brunšvik vytvoří jednotné dominium pod názvem Kanada.
Termín dominium byl převzat z náboženského žalmu a znamenal panství. Rozhodnutí nazvat nový stát takto měl dvojí odůvodnění. Souhlasit s návrhem Sira Johna Macdonalda, který doporučoval název kanadské království, aby bylo možno otevřeně proklamovat monarchistické zřízení, anglická Dolní sněmovna neriskovala, protože by to mohlo popudit Spojené státy. Termín dominium tedy naznačoval, že se na politické mapě Severní Ameriky objevil ještě ne zcela nezávislý stát, ale polosuverénní, poloautonomní federace bývalých koloniálních provincií.
Kolonie, kde převažovali britští kolonisté nad domorodým obyvatelstvem, obdržely status dominia a právo na samosprávu: Kanada (1867), Austrálie (1901), Nový Zéland (1907), Newfoundland (1907) a Jihoafrická unie (1910). Představitelé těchto států se scházeli s britskými politiky na pravidelných imperiálních konferencích, první se konala v roce 1887 v Londýně.
Dominia byla relativně nezávislá, zahraniční politika přesto zůstávala pevně v britských rukou, na těchto územích také neomezeně platilo britské právo. Když byla v roce 1914 vyhlášena válka Německu, válečný stav automaticky platil i pro všechna dominia. Po první světové válce se také změnilo postavení dominií. Každé dominium mělo již na Versailleské smlouvě svůj vlastní podpis, odpor dominií vůči tažení proti Turecku v roce 1922 vedl k jednáním o změně jejich statutu.

### Balfourova deklarace (1926)
Největším zastáncem nezávislé zahraniční politiky dominií byla Kanada (která si zprvu vymohla nezávislou politiku vůči USA). Kulminačním bodem se stala imperiální konference zemí britského impéria v roce 1926, skupina dominií, včetně Kanady, požadovala na této konferenci formální uznání samostatnosti, ve vnitřní a zahraniční politice. Británie musela ustoupit. V tzv. Balfourově deklaraci z roku 1926 bylo zafixováno právo dominií na nezávislou zahraniční politiku a prohlašoval:
Tyto (dominia) autonomní celky jsou si v podstatě rovny, žádný není podřízen druhému, jedná-li se o jakoukoli záležitost vnitřní nebo zahraniční politiky, ač jsou spojeny společným poddanstvím Koruně a jsou sdruženy jako členové britského impéria.

### Westminsterský statut
Na konferenci zemí britského impéria v roce 1930 v Ottawě byl schválen text Westminsterského statutu, který se stal roku 1931 britským zákonem a vztahoval se na všechna dominia, jež existovala před rokem 1931. Westminsterský statut konečně uznal dominia za plně rovnoprávné a nezávislé státy, které jsou spojeny společným poddanstvím koruně a jsou sdruženy jako členové Britského společenství národů, na které bylo přetvořeno bývalé britské impérium. Jednotlivá dominia přijala Westminsterský statut každé po jiné době, Kanada ihned, Austrálie v roce 1942, Nový Zéland roku 1947 a Newfoundland ho nikdy nepřijal, v roce 1934 mu bylo odebráno postavení dominia o opět se stal britskou kolonií a označení dominium mu zůstalo pouze v názvu. Roku 1949 byl připojen ke Kanadě jako její 10. provincie.

### Londýnská deklarace (1949)
V roce 1949 se konala v Londýně konference členů Britského společenství národů, s dvěma hlavními důsledky. Ten první byl, že připustila členství ve Společenství jak monarchiím ve svazku s Británií (popř. monarchiím s vlastní dynastií), tak republikám. Ten druhý byl, že přejmenovala Britské společenství národů na Společenství národů (Commonwealth of Nations). Státy Společenství, které v té době měly statut dominia nebo státy, které později vyhlásily nezávislost a zůstaly v personální unii s Velkou Británií, jsou od té doby nazývány Commonwealth realms. Plánovaná funkce hlavy Commonwealthu byla vyhrazena pro britského monarchu.

## Dominia
- Austrálie - od 1901 do 1986 (Australia Act), od 1949/86 Commonwealth Realm
- Kanada - od 1867 do 1982 (Canada Act), od 1949/82 Commonwealth Realm
- Indie - 1947-1950
- Irský svobodný stát - 1922-1949 (1936)
- Jihoafrická unie - 1910-1961
- Newfoundland - 1907-1934
- Nový Zéland - od 1907 do 1949 (New Zealand Constitution Act), od 1949 Commonwealth Realm
- Pákistán - 1947-1956